# Grindjisee
Der Grindjisee (auch Grindjesee) ist ein Bergsee im Findeltal oberhalb von Zermatt im Schweizer Kanton Wallis. Der See liegt auf einer Höhe von 2334 m ü. M. hinter einer Seitenmoräne des Findelgletschers und ist von Lärchen und Hochmoorvegetation umgeben. Er wird vom Grindjibach durchflossen, der in den Findelbach mündet. Bei Windstille spiegelt sich das Matterhorn im See.

## Zugang
Der Grindjisee ist einer der fünf Seen am 5-Seenweg Zermatt und ist von Sunnegga aus in ca. 30 Minuten zu Fuss erreichbar.

## Bilder

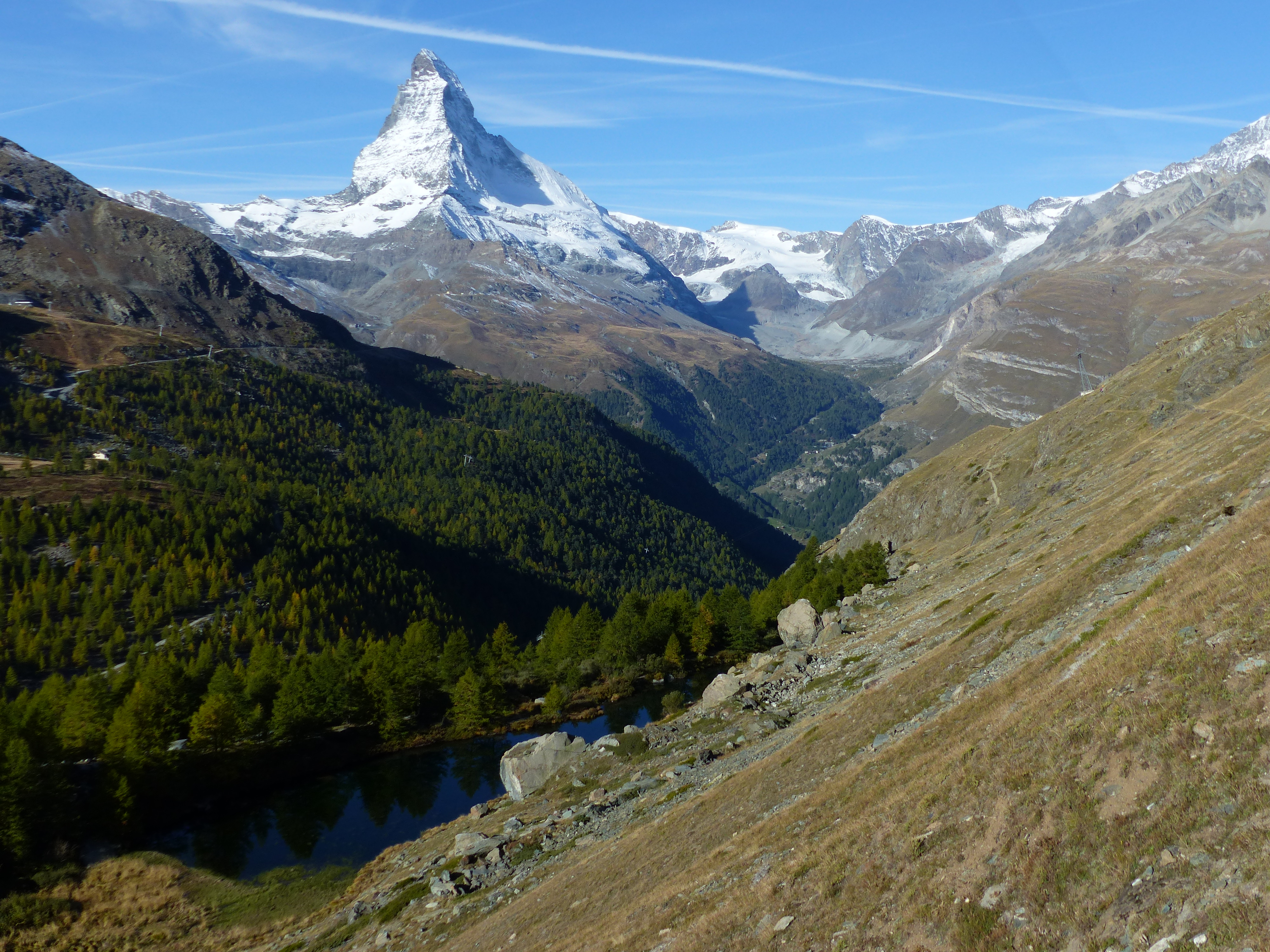
Grindjisee mit Findeltal und Matterhorn
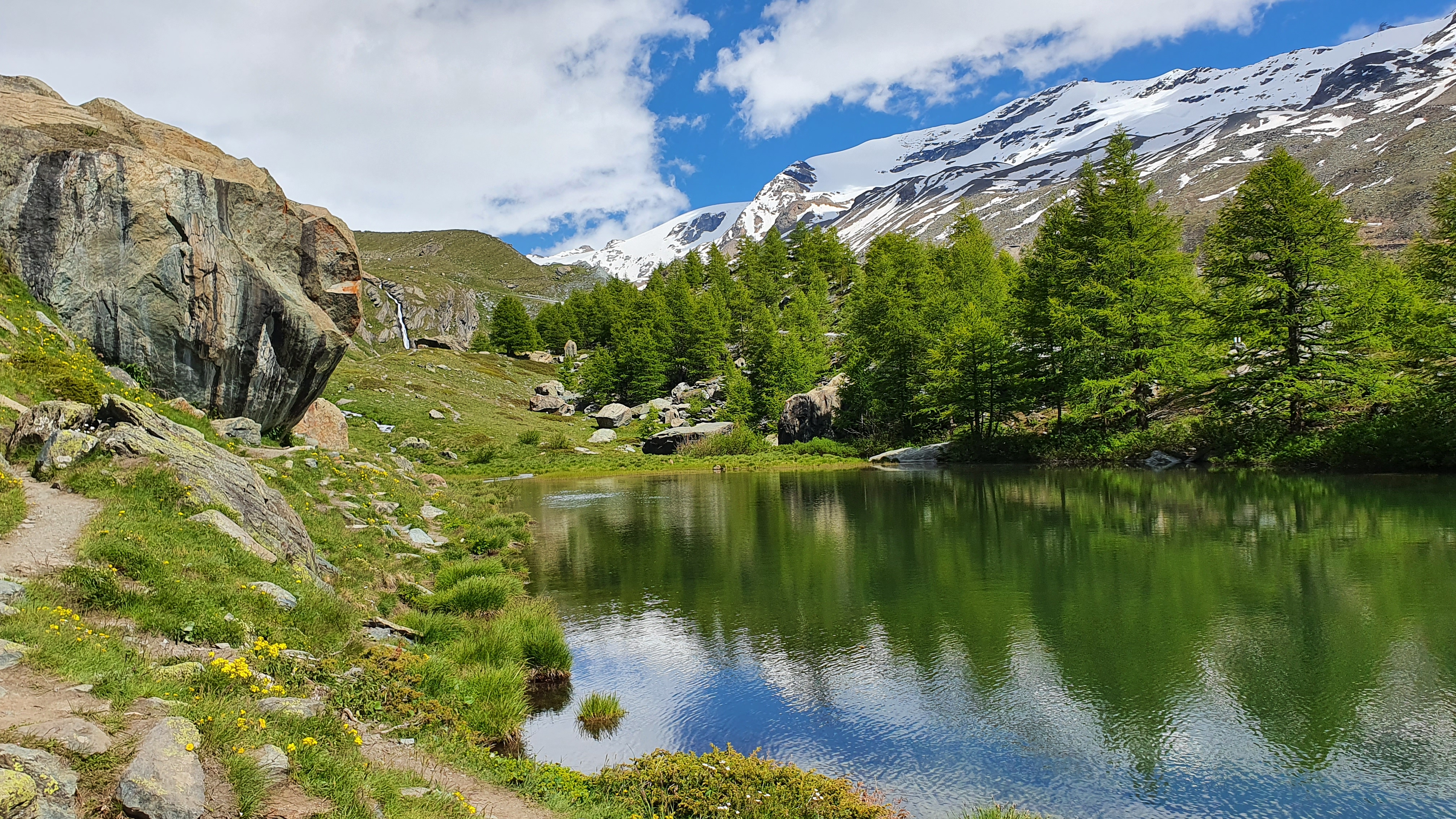
Wanderweg am Nordufer
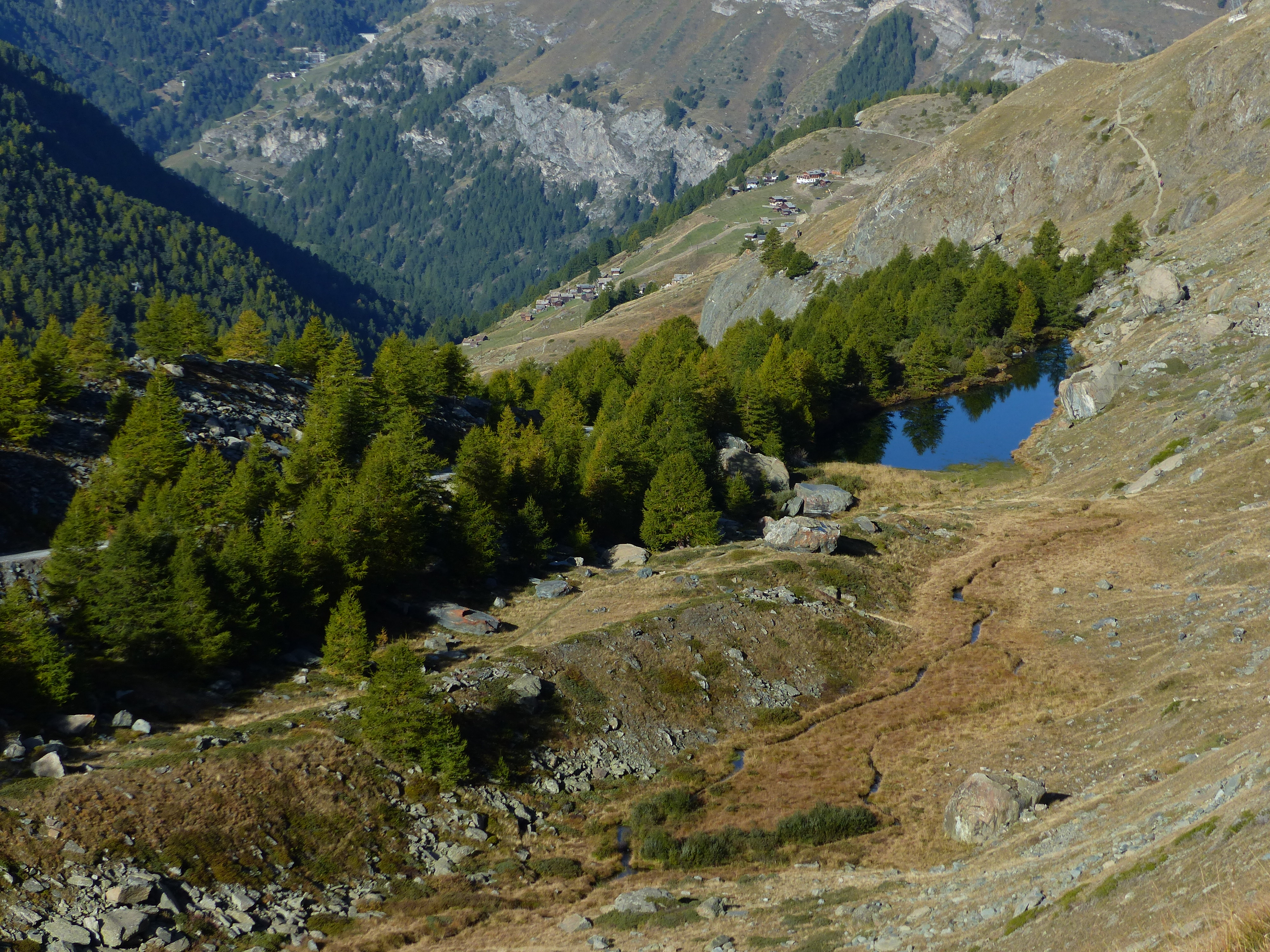
Grindjisee mit Findeln